# Holiday Inn (filme)
Holiday Inn (bra: Duas Semanas de Prazer; prt: 15 Dias de Prazer) é um filme estadunidense de 1942, do gênero comédia musical, dirigido por Mark Sandrich para a Paramount Pictures.

## Elenco
- Bing Crosby ...  Jim Hardy
- Fred Astaire ...  Ted Hanover
- Marjorie Reynolds ...  Linda Mason
- Virginia Dale ...  Lila Dixon
- Walter Abel ...  Danny Reed

## Sinopse
Quando Jim perde sua namorada para seu companheiro de teatro, ele resolve se aposentar da música e da dança para investir em uma pousada.

## Principais prêmios e indicações
Oscar 1937 (EUA)
- Venceu
  - Oscar de melhor canção original (White Christmas)[3]

- Indicado
  - Oscar de melhor trilha sonora[3]
  - Oscar de melhor roteiro original[3]